# École nationale supérieure de physique, électronique, matériaux
 (juillet 2018).
L’École nationale supérieure de physique, électronique, matériaux, Grenoble INP - Phelma est l'une des 204 écoles d'ingénieurs françaises accréditées au 1er septembre 2020 à délivrer un diplôme d'ingénieur.
Elle est membre du groupe Grenoble INP.

## Histoire

Ancien logo de l'école.

L’école est le résultat de la fusion en 2008 de l’École nationale supérieure de physique de Grenoble (ENSPG), l’École nationale supérieure d'électronique et de radioélectricité de Grenoble (ENSERG) et de l’École nationale supérieure d'électrochimie et d'électrométallurgie de Grenoble (ENSEEG).

## Localisation
Les bâtiments de l'école se trouvent sur deux sites :
- Minatec, sur la base de la presqu'île scientifique, qui partage les locaux avec le CEA de Grenoble et des laboratoires tels que le LMGP et l'IMEP-LAHC, dont les premiers bâtiments ont été construits de 2006 à 2008, et dont la construction de la seconde partie de 8 000 m2 a été livrée à la rentrée 2015[4], dans le cadre du projet GIANT de la ville de Grenoble visant à créer un campus d'innovation, un « MIT à la française » sur la presqu'île[5]. Un amphithéâtre de 500 places est également disponible depuis 2015[6].
- le Domaine universitaire de Grenoble, correspondant aux bâtiments de l'ex-ENSEEG.

## Formation
Les élèves sont regroupés en première année dans deux parcours à vocation généraliste (« Physique, Électronique et Télécoms » et « Physique, Matériaux et Procédés »), avant de choisir après le tronc commun initial généraliste en deuxième et troisième année des filières délivrant le diplôme d'ingénieur.
L'école compte aussi un diplôme d'ingénieur de spécialité « Micro et nanotechnologies pour les systèmes intégrés », en formation initiale sous statut d'étudiant. Enfin, elle délivre une spécialité « Microélectronique et télécommunications », celle-ci étant uniquement accessible par la voie de l'apprentissage ou de la formation continue.
L'école délivre également des Masters scientifiques.

## Classements
| Nom              | 2023 (Rang) | 2023 (Note) |
| ---------------- | ----------- | ----------- |
| L’Étudiant       | 16          | 76          |
| L'Usine nouvelle | 45          | 33,09       |
| Figaro           | 18          | 14,7        |
| DAUR Rankings    | 15 =        | 64          |

## Vie étudiante
Les activités de la vie étudiante sont organisées par plusieurs associations étudiantes. 
Les quatre principales associations qui gèrent ses activités sont : 
- le BDE (Bureau des élèves, appelé aussi Cercle de Phelma)

- le BDS (Bureau des Sports)

- le BDA (Bureau des Arts)

- le Phelma News

## Anciens élèves
- Cyril Abiteboul, ancien directeur général de Renault Sport, diplômé ENSEEG 2001
- Aurélien Barrau, astrophysicien, spécialiste des trous noirs diplômé ENSPG 1995
- Jean-Jacques Favier, spationaute, diplômé ENSEEG 1971
- Maxime Amblard, député français désigné à la Commission des affaires économiques en tant que spécialiste des questions énergétiques, diplômé Phelma 2019